# Miraklet i Lourdes
Miraklet i Lourdes (ursprungstitel: Lourdes) är en franskspråkig dramafilm från 2009 i regi av Jessica Hausner och med Sylvie Testud i huvudrollen. Den handlar om en kvinna med multipel skleros som reser till vallfärdsorten Lourdes, och genom vad som verkar vara ett mirakel kan resa sig ur sin rullstol.

## Medverkande
- Sylvie Testud som Christine
- Léa Seydoux som Maria
- Bruno Todeschini som Kuno
- Elina Löwensohn som fröken Cécile
- Gilette Barbier som fru Hartl
- Gerhard Liebmann som Fr. Nigl
- Linde Prelog som fru Huber
- Orsolya Tóth som barn i rullstol

## Tillkomst

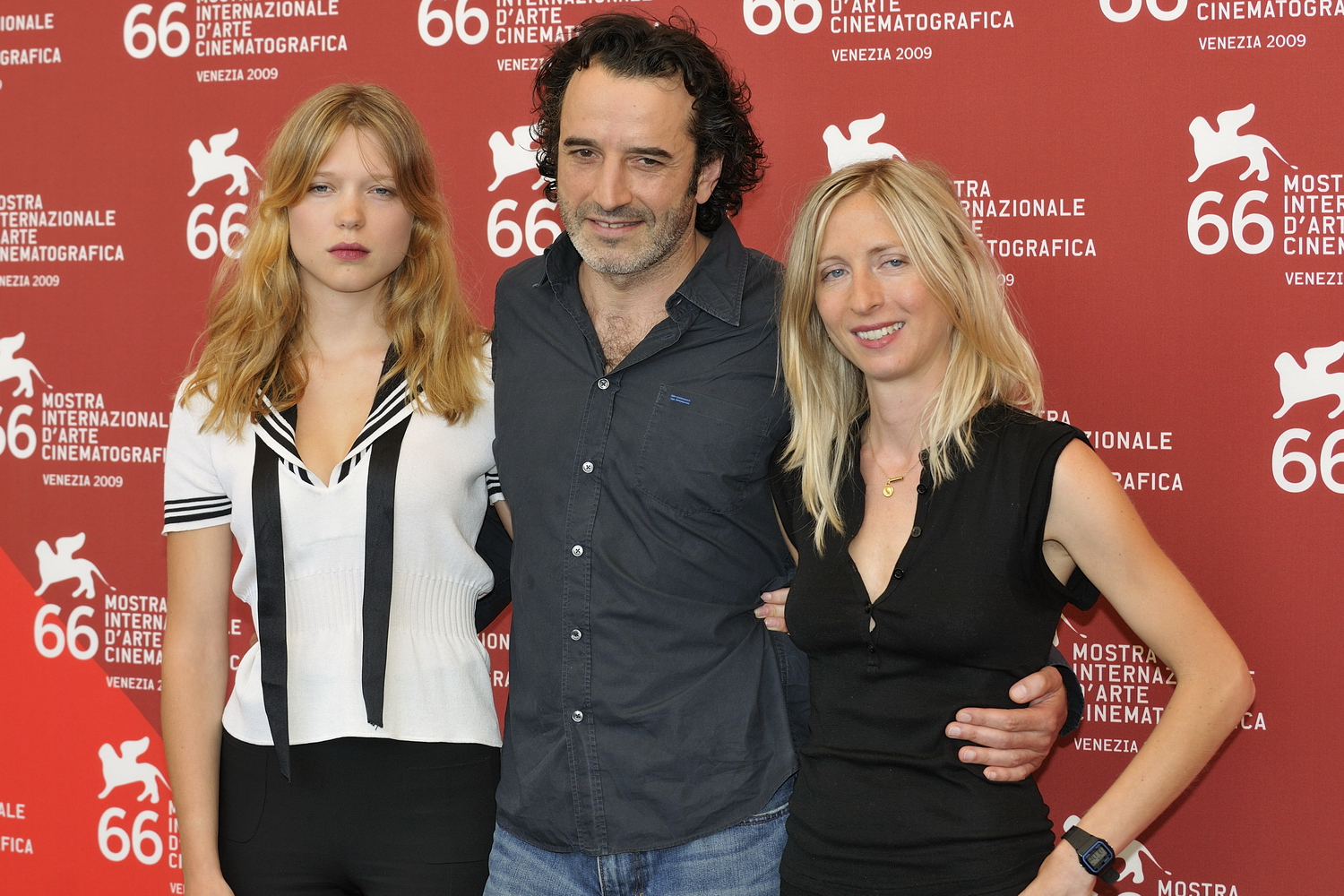
Léa Seydoux, Bruno Todeschini och Jessica Hausner vid filmfestivalen i Venedig 2009

Den österrikiska filmskaparen Jessica Hausner var fascinerad av mirakel och började läsa om Lourdes i sydfrankrike, där det finns en källa som ska ha lyckats bota ett stort antal sjuka människor. En inspirationskälla till filmen var ett fall där en icke troende österrikisk kvinna blev helad efter att ha besökt orten. Hausner fick förtroende från de lokala myndigheterna som gick med på att spärra av delar av området för inspelningens skull, trots besökstrycket från de sex miljoner människor som årligen besöker platsen. En utmaning var att undvika att filmen blev ett socialdrama, då platsen är full med sjuka människor. En annan var att få till den rätta balansen i skildringen av huvudpersonen, och tydliggöra att miraklet inte sker genom kärlek eller självsuggestion. Hausner tror inte själv på religiösa mirakel, men hon tror att spontan och sensorisk läkning förekommer.

## Mottagande
Filmen hade premiär i huvudtävlan vid filmfestivalen i Venedig 2009 och fick Fipresci-priset. Den släpptes på svensk bio 31 mars 2010. Den har ett genomsnittligt betyg på 3,9 av fem från 13 svenska recensioner samlade på Kritiker.se. Den fick Guldbaggen för bästa utländska film. Testud fick Europeiska filmpriset för bästa skådespelerska. Filmen blev också nominerad till en Gérard, ett skämtsamt antipris inom fransk film, i kategorin "film med sjuka, handikappade, kryckor och bårar".